# Kasteel van Ussé

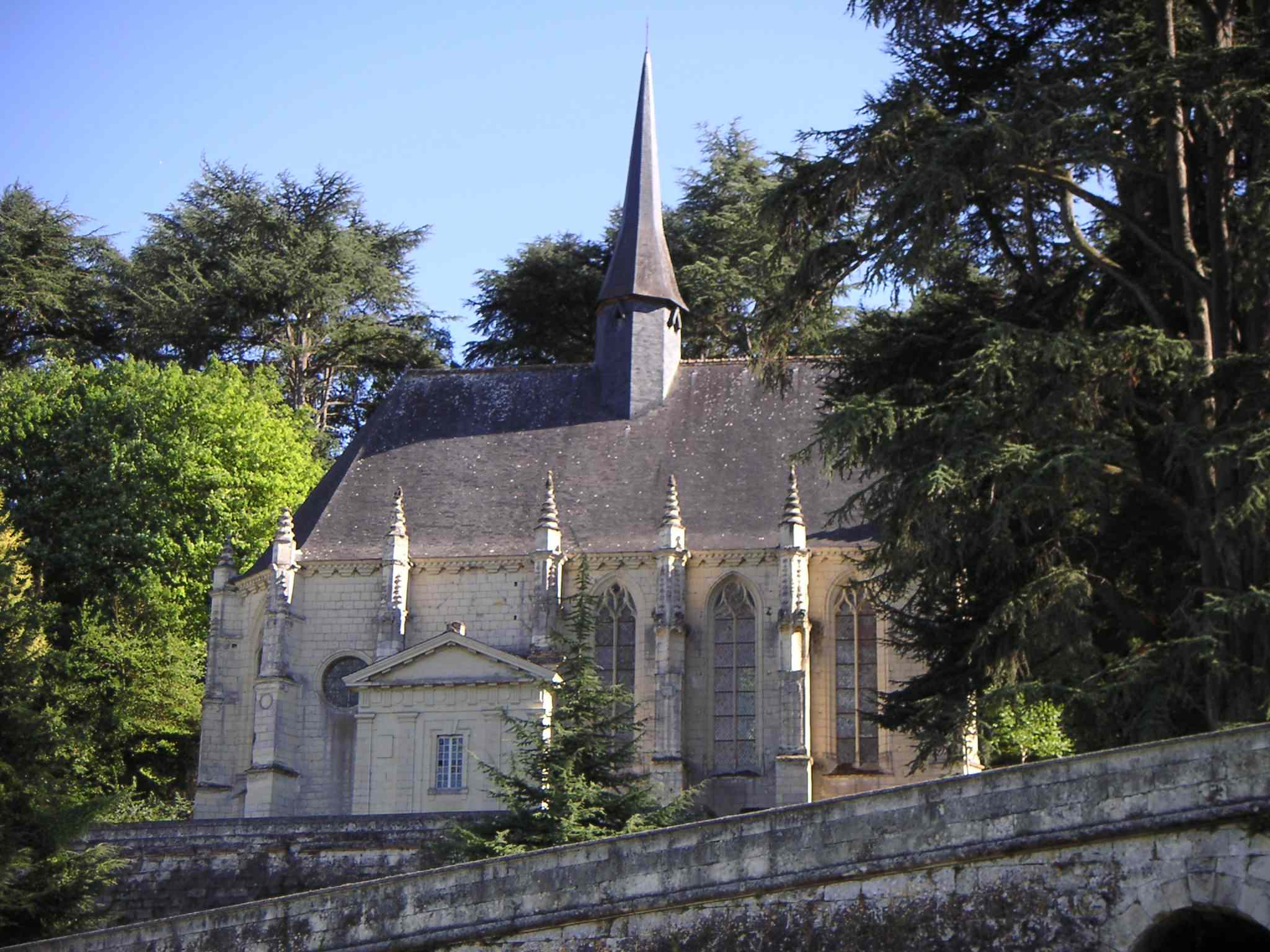
De kapel van het kasteel

Het Kasteel van Ussé (Frans: Château d’Ussé) ligt aan de Indre, een zijrivier van de Loire. Het is gebouwd op een helling en ligt tussen de Indre en het woud van Chinon. Het kasteel heeft door zijn torentjes een sprookjesachtige aanblik.

## Geschiedenis
De geschiedenis van het kasteel begint in de 15e eeuw, wanneer Jean de Beuil op het grondgebied van een vroegere vesting met de bouw van een kasteel begint. Na diens dood in 1477 werd de bouw voortgezet door zijn zoon Antoine, die getrouwd was met Jeanne van Valois, een onwettige dochter van koning Karel VII bij zijn maîtresse Agnès Sorel. In 1485 verkocht Antoine de Beuil het kasteel aan Jacques Espinay, de kamerheer van koning Lodewijk XI en later van Karel VIII. In deze tijd werd o.a. de westelijke vleugel gebouwd. Jacques liet het kasteel op zijn beurt weer na aan zijn zoon Charles en diens vrouw Lucrèce de Pons. In zijn testament had hij bepaald dat er door zijn erfgenamen een grote kapel op het kasteelterrein gebouwd moest worden. Charles en Lucrèce voerden deze opdracht uit en drukten daarnaast nog hun stempel op het kasteel door op verschillende plaatsen hun initialen, de C en de L, aan te brengen.
In 1656 werd het kasteel overgenomen door de markies van Bernin de Valentinay, die de binnenplaats openbrak om een uitzicht over de Indre te creëren. Ook bouwde de markies voor zijn zoon en schoondochter een woonvleugel tegen de westelijke vleugel van het kasteel aan. Van zijn hand zijn ook de tuinterrassen. Na de markies had het kasteel verschillende eigenaren, onder wie de gravin de La Rochejacquelin die Château d’Ussé van 1829 tot 1883 in haar bezit had. Zij was ook de laatste die nog belangrijke toevoegingen aan het kasteel liet uitvoeren. Ze liet het na aan haar neef, graaf De Blacas. Het kasteel is vandaag de dag nog steeds in handen van zijn afstammelingen.

## Architectuur
Het kasteel vertoont twee verschillende bouwstijlen namelijk invloeden uit de middeleeuwen en de gotiek (bouwkunst), maar ook uit de renaissance. In de binnenplaats zijn bijvoorbeeld deze twee stijlen verweven. Jean V de Bueil nam in de 15e eeuw het eerste deel van de bouwwerken op zich. In de 16e en 17e eeuw werd het kasteel afgewerkt tot hoe het er nu uitziet. André le Nôtre, architect van Lodewijk XIV, ontwierp de tuinen in Franse stijl.

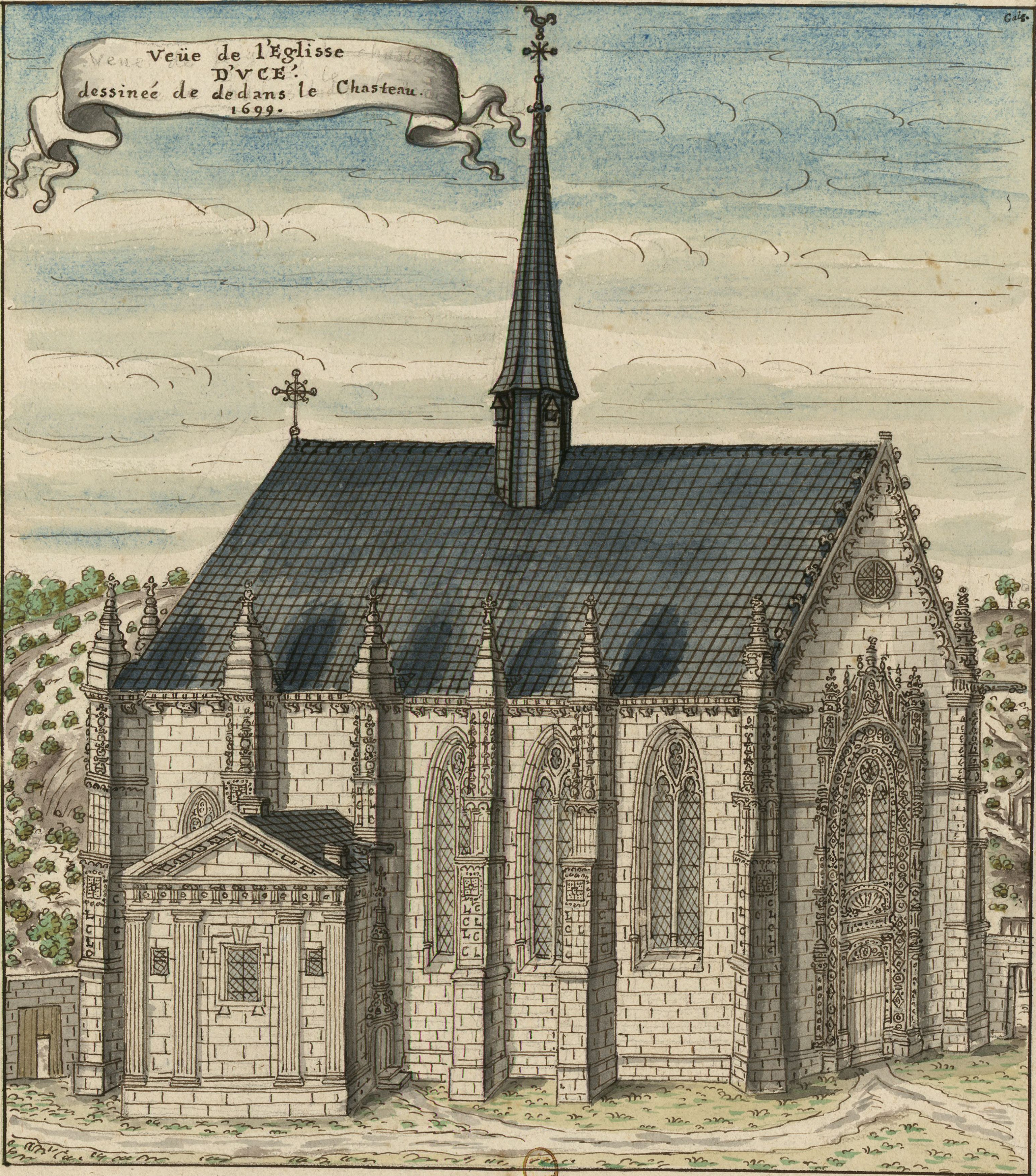
De kapel op tekening uit 1699

De kapittelkerk van de Notre-Dame
De kapittelkerk van de Notre-Dame werd tussen 1521 en 1531 gebouwd door Charles d’Espinay en zijn echtgenote Lucrèce de Pons. Deze kerk deed dienst als privé- en begrafeniskapel en werd opgedragen aan de Maagd en Sint-Anna. De ingangspoort is geplaatst op een hoofdgestel en bekroond met een fronton, dat zoals een schelp overwelfd is. 17 medaillons versieren het inspringen van de boog. Aan de rand van die medaillons kan je de bovenlichamen van de 12 apostelen (Christus staat in het midden) zien. Van boven naar beneden staan rechts naast Christus Petrus, Johannes, Jakobus de Meerdere, Andreas, Thomas en misschien Jakobus de Mindere afgebeeld. De onderste vier medaillons staan in het teken van de Dood. De koorstoelen werden door Jean Goujon gebouwd. Hij maakte ze in gotische stijl en versierde ze met decors in Italiaanse stijl. Op een troonhemel neemt een standbeeld van God een belangrijke plaats in, terwijl er ook een Maagd van Luca della Robbia in faience valt te bezichtigen.

## Interieur
Het Kasteel van Ussé bevat een opmerkelijke collectie meubelstukken. Deze meubelen zijn aangeschaft door de verschillende eigenaren van het kasteel en wisten de Franse Revolutie te doorstaan. In een aantal van de kamers van het kasteel staan ook wassen beelden die authentieke kleding dragen om te laten zien hoe het leven op Ussé vroeger was.
Net als veel andere kastelen heeft het Kasteel van Ussé een koninklijke kamer, ook al heeft er nooit een koning gewoond of gelogeerd. De adellijke eigenaren van kastelen waren namelijk verplicht een koninklijke kamer in hun kasteel in te richten, zodat de koning altijd kon langskomen, wanneer hij op reis was, om van hun gastvrijheid te genieten. Hoewel deze kamer nooit gebruikt is, bevat zij prachtige meubelstukken uit de 18e eeuw en de muren zijn nog altijd bedekt met de originele zijden bekleding. Andere bijzondere ruimtes zijn de wachtkamer met een grote collectie wapens en de galerij met oude wandtapijten.

### De inkomhal
De inkomhal bevindt zich in het deel van het kasteel dat dateert uit de 15e eeuw. De tegenoverstaande trap werd in de 19e eeuw in opdracht van Mevrouw de La Rochejacquelin gebouwd. Twee Italiaanse ladekastjes uit de renaissance en de aartsengel Michaël afgebeeld op een 16e-eeuwse houtgravure. Die ladekastjes zijn afkomstig uit de koorstoel van de kapel en sieren de hal.

### Wachterszaal

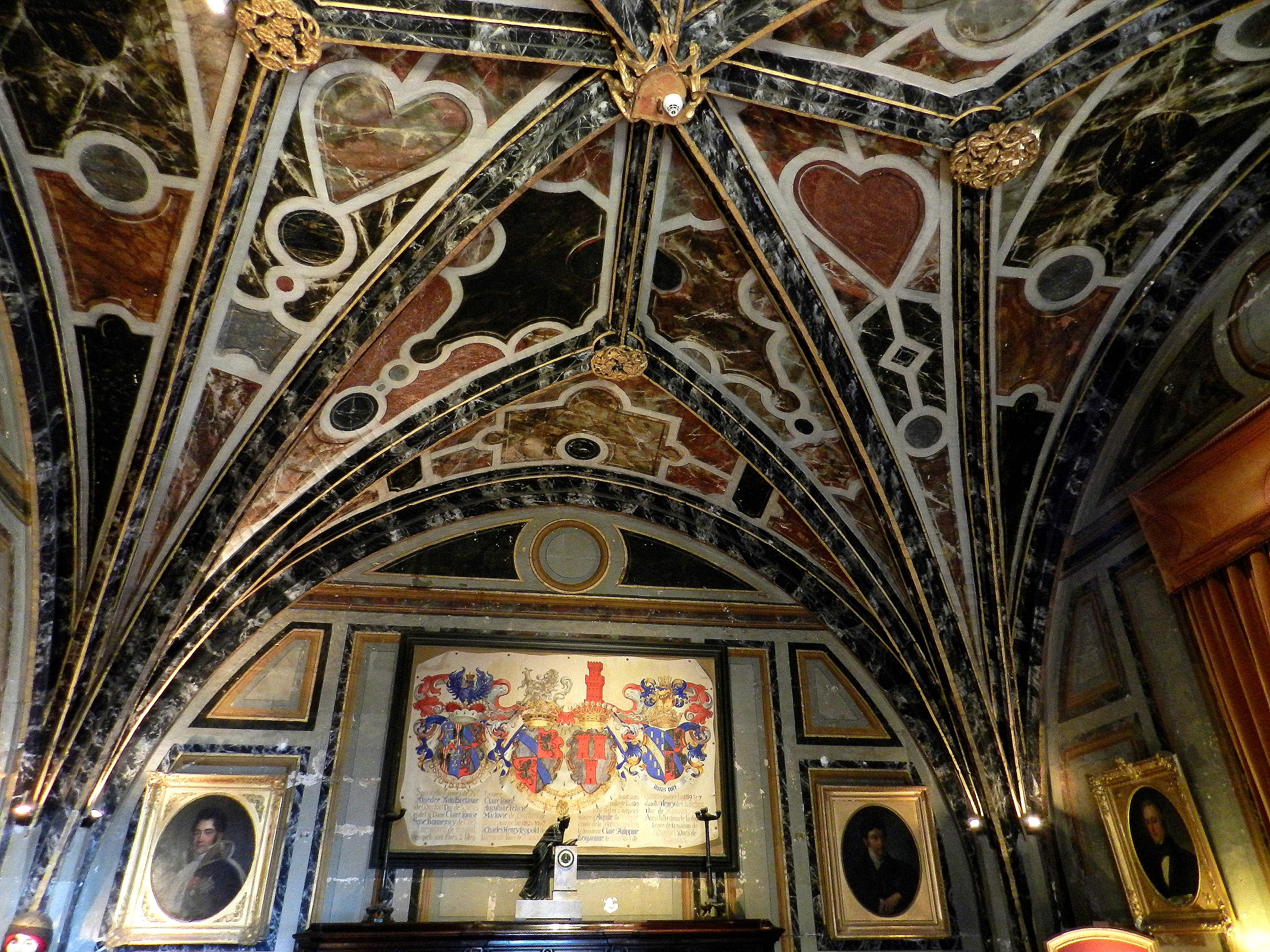
De wachterszaal met plafond in vals marmer

De wachterszaal was in de 15e eeuw de ingang van het kasteel. Ze was toegankelijk via een ophaalbrug, waar zich vandaag een raam bevindt. Het 17e-eeuwse plafond is geschilderd in vals marmer, volgens een Italiaanse trompe-l'oeiltechniek. In de wachterszaal bevindt zich een collectie van wapens en oosterse objecten uit de 19e eeuw (vooral Indische) van graaf Stanislas de Blacas. De verzameling bevat een Indische krijger uit de 18e eeuw, een Kouttar (een Indisch wapen van twee meter lang dat dienstdeed voor de tijgerjacht), een zilveren sierwapenuitrusting versierd met jade, ivoor en email en een Syrische koffer in cederhout met parelmoeren inlegwerk. Hierop is een collectie van kleine schilderijen in ivoor opgesteld die de belangrijkste Indische monumenten weergeeft, zoals de Taj Mahal. Deze souvenirs staan opgesteld in een vitrinekast ter ere van de hertog van Blacas (1770-1839). De grotere vitrinekast is elk jaar voorbehouden aan een ander thema. Boven de kast hangt de stamboom van de hertog van Duras, eigenaar van het kasteel in 1807. In de aangrenzende kamer worden porseleinen voorwerpen uit China en Japan verzameld.

## Vaubanvertrek

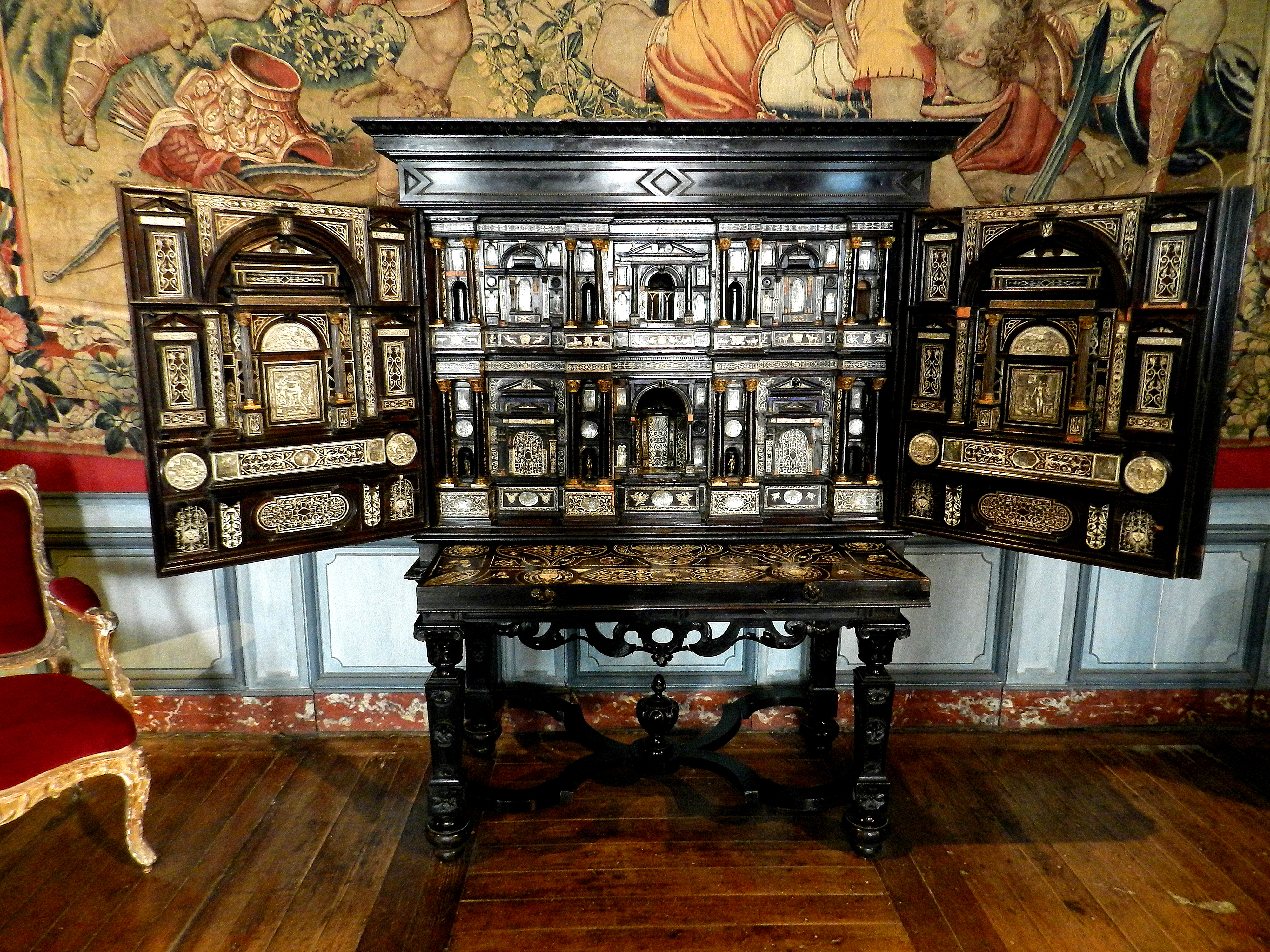
Het ingelegde ebbenhouten bureau.

De oude middeleeuwse kapel werd in de winter van het jaar 1995 gerestaureerd. De oorspronkelijke apsis werd tijdens de restauraties vervangen door vensters. In de kamer bevindt zich een 16e-eeuwse Italiaans bureau, dat gemaakt is uit zwart peren- en ebbenhout en ingelegd is met ivoor, parelmoer en lapis lazuli. De 49 geheime laden en een bureau Mazarin (een Frans meubelstuk dat dateert uit de 17e eeuw) zijn allemaal ingelegd met hout van de citroenboom en de rozelaar. De andere delen van het meubilair zijn gemaakt in de régencestijl, het geheel is dus volledig demonteerbaar, zodat de stoffen aangepast kunnen worden aan de steeds veranderende seizoenen. De muren zijn versierd met drie 16e-eeuwse Brusselse wandtapijten, die het Bijbelse tafereel van David en Goliath voorstellen. In deze ruimte kan je naast een portret van de Madame de Maintenon ook de 17e-eeuwse houtschildering "Le repas de Balthazar", die zich boven de open haard bevindt, bekijken. Boven het bureau hangt er een portret van Chateaubriand. Hij was een vriend van de eigenares, de hertogin van Duras. Zijzelf was schrijfster en dankzij haar twee romans "Edouard" en "Ourika" heeft ze veel bekendheid verworven. Zo heeft Lodewijk XVIII haar bijvoorbeeld een vaas uit Sèvres geschonken waarop er een scène uit het verhaal "Ourika" afgebeeld staat. Deze vaas is eveneens tentoongesteld in de kamer.

## De oude keuken
De keuken, waarvan het gewelf uit tufkrijtsteen gehouwen werd, is het oudste vertrek van het kasteel. Deze ruimte was vroeger de T-aansluiting van een onderaardse gang, die rechtstreeks in de fundamenten van het kasteel gegraven was. De dag van vandaag komt deze gang uit in het midden van het mooie bos van Chinon. Tot slot zijn in dit vertrek de 17e-eeuwse wandtapijten uit Oudenaarde en een gotische kist uit de 15e eeuw van dichtbij te bekijken.

## Grote galerij

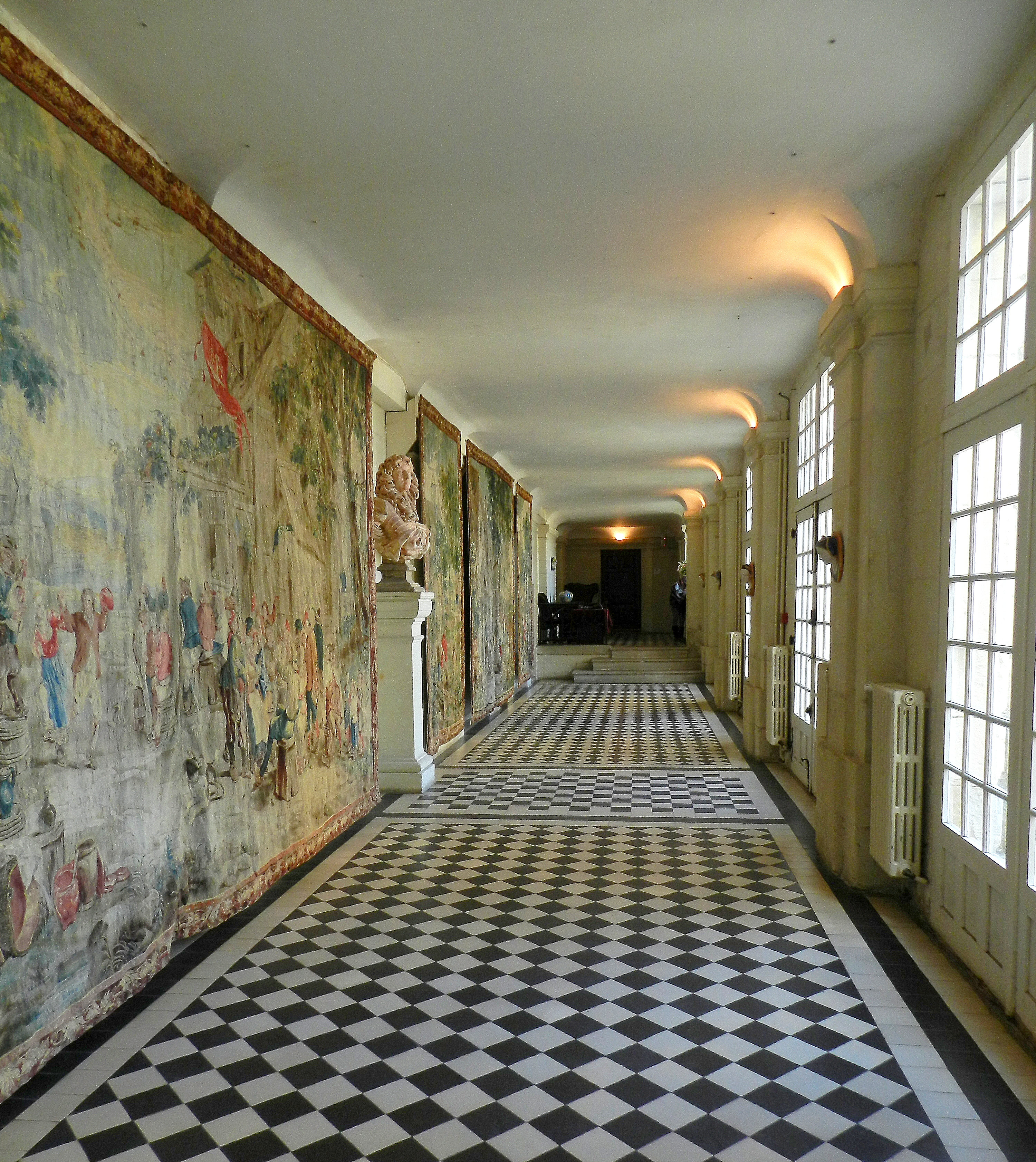
De grote galerij met de wandtapijten

In de 15e eeuw was de grote galerij een booggewelf die leidde naar de binnenplaats. Gedurende de 17e en 19e eeuw werden er gastenverblijven gecreëerd. Vandaag is dit nog een doorgang die de oostelijke en westelijke vleugel van het kasteel verbindt. In de grote galerij bevinden zich wandtapijten van Brusselse makelij. Deze wandtapijten stammen uit de 18e eeuw en zijn gemaakt naar tekeningen van David Teniers de Jonge. In het midden van de galerij bevindt zich een borstbeeld van Lodewijk XIV, gemaakt naar het voorbeeld van Bernini (het originele borstbeeld staat in het kasteel van Versailles). In diezelfde galerij zien we ook een collectie 19e-eeuwse medaillons uit het Italiaanse Faenza (vandaar de naam ‘faience’). Aan de linkerkant staat een bruidskist in renaissancestijl.

## Grote trap

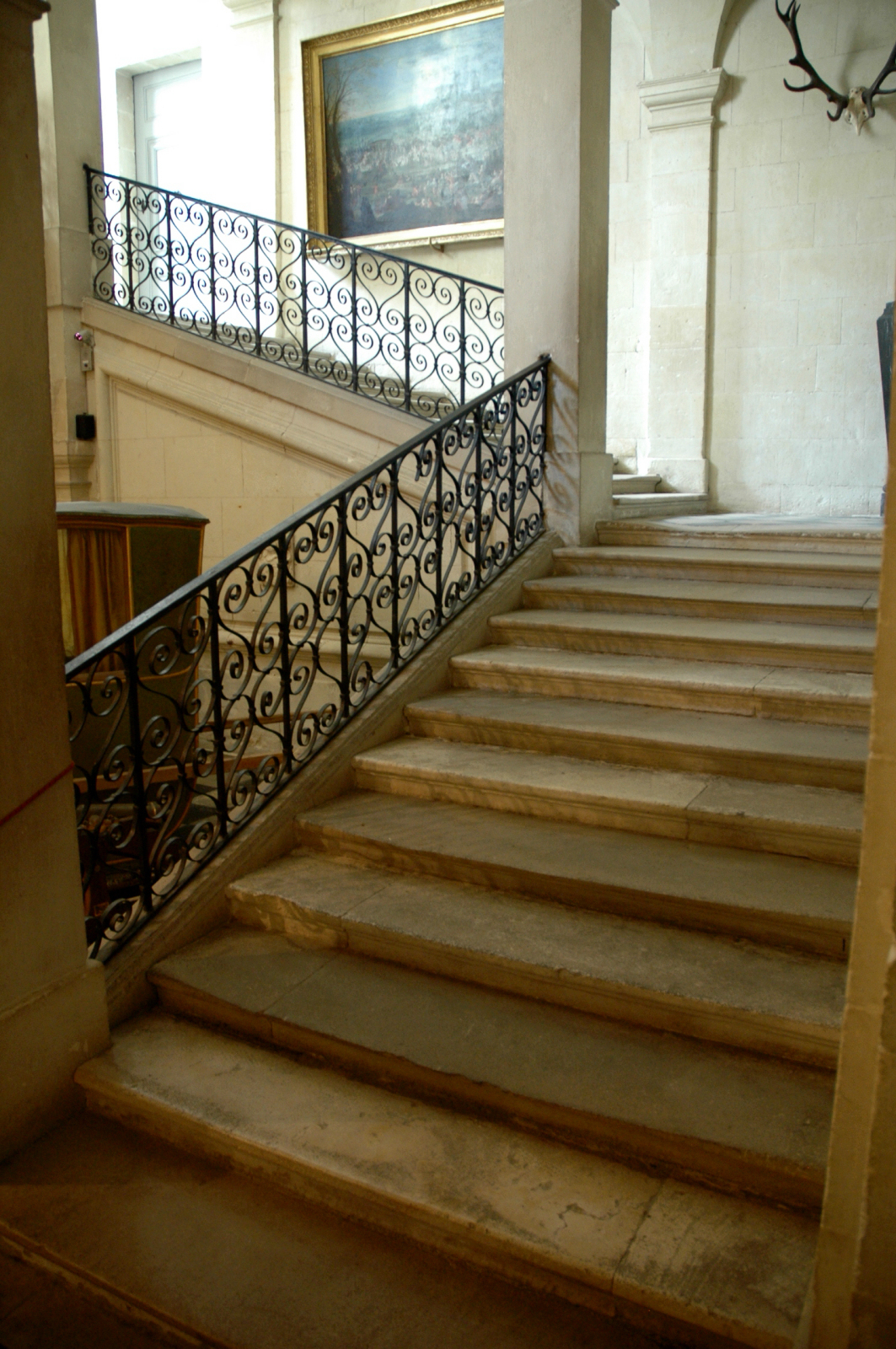
De trapzaal

De grote, rechte trap met smeedijzeren armleuning is geïnspireerd op de Italiaanse stijl van de 17e eeuw. Je kan er een draagstoel zien uit de 18e eeuw, een paar postiljonlaarzen van elk twee kilogram, en die zelfs Charles Perrault geïnspireerd hebben voor zijn sprookjes. Ook staat er een ladekast uit de 17e eeuw, een Spaans souvenir. Verder kunnen we ook een 19e-eeuws kanon zien, uit het kasteel van Beaupréau. Dat kanon werd ooit gebruikt om de geboorte van de hertog van Blacas aan te kondigen. Boven aan de trap hangt een 18e-eeuws wandtapijt van Beauvais, waarop een mythologisch schouwspel afgebeeld is. Ook hangt er een portret van Lodewijk XVIII en het ‘Kroning van Lodewijk XIV in Reims’, geschilderd in 1772, naar het schilderij van Martin des Batailles, dat in het kasteel van Versailles hangt.

## Voorkamer
In de 17e eeuw kwam de voorkamer er tijdens de inrichting van de koninklijke appartementen. De voorkamer bestaat uit een bureau in Lodewijk XVI-stijl uit de 18e eeuw. De muren zijn versierd met twee portretten in pastel van Jean Valade (1710-1787) en een kopie van het schilderij De "bruiloft van Kana" van Veronese. De hoeken zijn geverfd met Chinese lak uit de 18e eeuw.
De koninklijke kamer

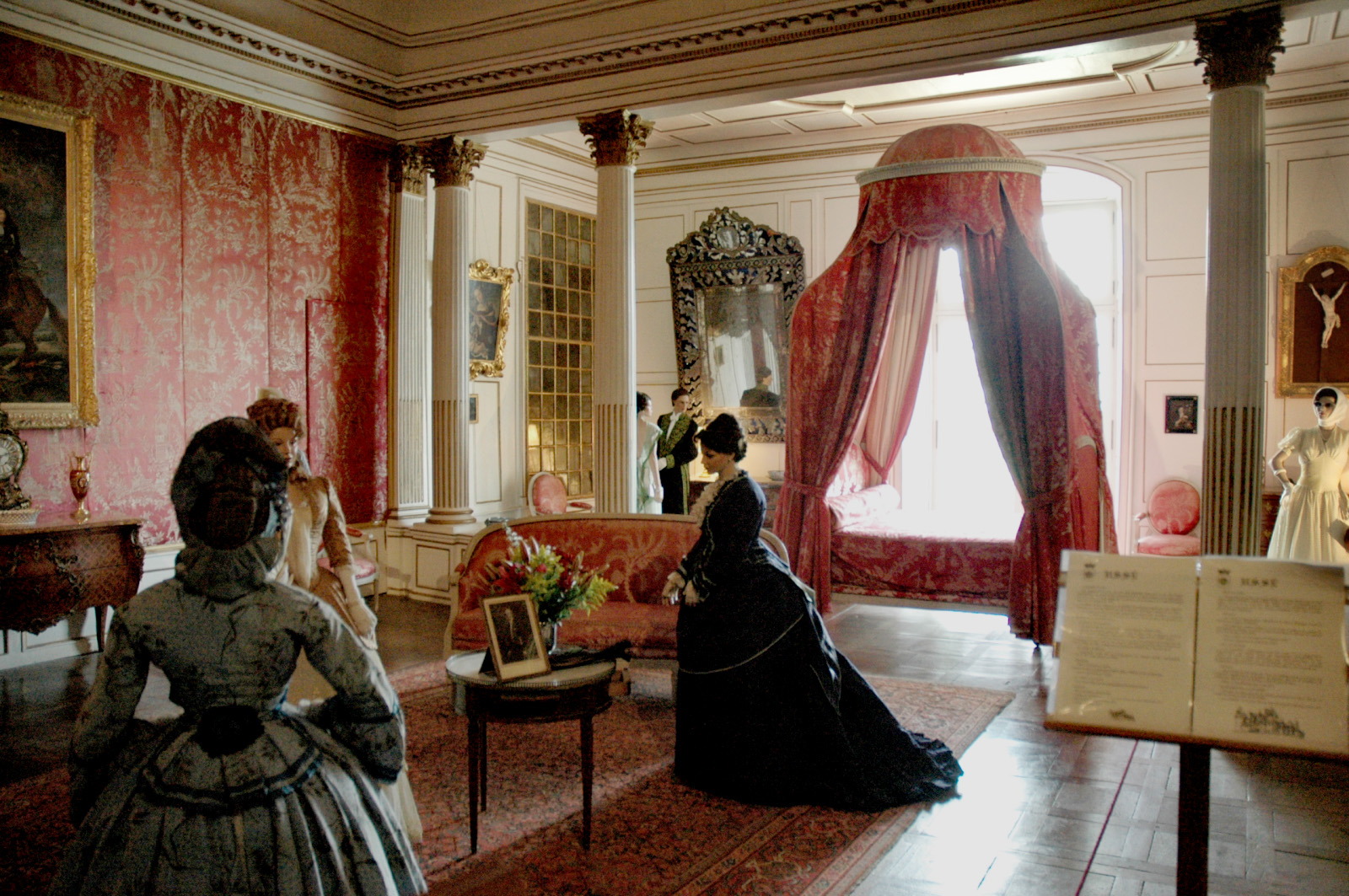
De koninklijke slaapkamer

De koninklijke kamer is gerestaureerd in het jaar 1995. De zijdeartikelen met Chinese motieven dateren uit de 18e eeuw en werden gemaakt in de fabrieken van Tours. De meubels dateren uit het jaar 1770. Het salon en het hemelbed (in Poolse stijl) zijn in Lodewijk XIV-stijl. De Venetiaanse spiegel dateert uit de 17e eeuw. De vier ladekasten hebben verschillende stijlen: twee zijn in régencestijl gemaakt, een in de Lodewijk XVI-stijl en de laatste is in een Style Transition gemaakt. Het parket is gemaakt van eik in cassettestijl en dateert uit de 16e eeuw. De koninklijke kamer bezit ook een verzameling portretten: rechts van het venster hangt er volgens Rigaud een portret van Lodewijk XIV, gemaakt naar het voorbeeld van Rigaud. Links hangt een portret van Madame Victoire. Boven de schoorsteen wordt er een portret van Mademoiselle de Blois, prinses van Conti afgebeeld. Ten slotte hangt er ook nog een ruiterportret van de prins van Conti.

## Doornroosje
Charles Perrault zou zich gebaseerd hebben op het kasteel voor zijn sprookje Doornroosje. Het kasteel maakte bovendien deel uit van het decor van Doornroosje. In het kasteel is een voorstelling te zien van het sprookje. De wassen beelden staan langs de weergang.

## Gebouwen op het domein
Op het domein van het kasteel van Ussé bevinden zich:
- Een kapel
- Paardenstallen en een zadelmakerij met een tentoonstelling van paardentuigen
- Het kasteel en een paviljoen
- De tuinen
- Kelders
- Een oranjerie